# Anton von Spitzel
Anton von Spitzel (Traunstein, 6 de noviembre de 1807 - Múnich, 27 de marzo de 1853) fue un botánico, dasónomo, y profesor alemán.
Era hijo de un inspector de bosques de Baviera, en el otoño de 1825 concurrió a la Escuela de gramática en Múnich; y luego se trasladó a la Universidad de Landshut, más tarde trabajó en el Servicio forestal en su provincia natal. El 14 de agosto de 1829, fue pasante en la Reichenhall Forstinspection y en virtud de los evaluadores de su trabajo, ascendió a inspector forestal y de salinas. Las mediciones, talas en masa, el análisis de gestión de los bosques fueron objeto principal de su trabajo. Realizó estudios de 40.220 cepas subyacente de las especies maderables más importantes de todos los bosques de Baviera, y cálculos de concentraciones de masa media de las cepas de acuerdo a la altura al pecho y la altura total.
Luego fue ascendido a Forstcommissär del gobierno y asesoramiento forestal. En enero de 1848 obtuvo el cargo de Director del Instituto Forestal de Aschaffenburg, per debió rechazarlo principalmente por razones de salud.
Llevó una correspondencia científica muy amplia con botánicos, recogiendo un gran número de plantas fanerógamas, y descubrió especied de orquídeas, como la "0rchis spitzelii". Después de su muerte, sus colecciones botánicas, muy ricas, fueron compradas por el Instituto Forestal de Aschaffenburg.

## Eponimia
Género
- (Asteraceae) Spitzelia Sch.Bip.[1]

Especies
- (Asteraceae) Cirsium spitzelii Sch.Bip. ex Nyman[2]
- (Brassicaceae) Draba spitzelii Hoppe[3]
- (Orchidaceae) Androrchis spitzelii (Saut. ex W.D.J.Koch) D.Tyteca & E.Klein[4]
- (Orchidaceae) Orchis spitzelii Saut. ex W.D.J.Koch[5]